# Bataille de Killdeer Mountain
Guerres sioux
La bataille de Killdeer Mountain, également connue sous le nom de bataille de Tahkahokuty Mountain, est un affrontement des guerres indiennes qui opposa le 28 juillet 1864 des troupes de l'Armée des États-Unis à des Sioux dans le Territoire du Dakota. La bataille s'inscrit dans le cadre d'une expédition militaire menée par le brigadier général Alfred Sully contre les Dakotas après la guerre des Sioux de 1862. Deux soldats américains ont été tués durant la bataille et Sully estime qu'entre 100 et 150 Amérindiens ont été tués, bien que ces derniers prétendent avoir subi nettement moins de pertes.